# Glenea novemguttata
Glenea novemguttata är en skalbaggsart som först beskrevs av Guérin-Méneville 1831.  Glenea novemguttata ingår i släktet Glenea och familjen långhorningar. Inga underarter finns listade i Catalogue of Life.